# António Soares Carneiro
António da Silva Osório Soares Carneiro GCTE • OA • ComI (Matosinhos, Custóias, 25 de Janeiro de 1928 — Lisboa, Lumiar, 28 de Janeiro de 2014) foi um General e político português.

## Biografia
General do Exército, era Secretário-Geral do Governo-Geral de Angola aquando do 25 de Abril. O Alto Comissário e Governador-Geral era, à data, o Eng.º Fernando Augusto Santos e Castro. Tendo este apresentado a demissão, Soares Carneiro ficou a exercer interinamente o governo de Angola em Maio de 1974 até à nomeação do novo Alto Comissário e Governador-Geral, Joaquim Franco Pinheiro, pelo Conselho da Revolução.
Foi candidato presidencial nas eleições presidenciais de 1980, com o apoio da Aliança Democrática, tendo perdido com cerca de 40% dos votos, após ter sido revelado, pelo semanário O Jornal, que Soares Carneiro tinha, enquanto secretário-geral do governo-geral de Angola, em 1973, ordenado o internamento de três angolanos no campo de concentração de São Nicolau, por ordem da então Direção-Geral de Segurança (sucessora da PIDE), o que Soares Carneiro justificou com o cumprimento da legislação em vigor à data. Posteriormente, foi o 13.º Chefe do Estado-Maior-General das Forças Armadas de Portugal durante o governo de Cavaco Silva, de 29 de Março de 1989 a 25 de Janeiro de 1994.
Faleceu a 28 de Janeiro de 2014, no Hospital das Forças Armadas, no Lumiar, em Lisboa.

### Condecorações[5][6]
- Oficial da Ordem Militar de São Bento de Avis de Portugal (24 de Setembro de 1962)
- Comendador da Ordem do Império de Portugal (13 de Julho de 1973)
- Grã-Cruz da Ordem Nacional do Cruzeiro do Sul do Brasil (22 de Agosto de 1991)
- Grande-Oficial da Ordem Nacional do Mérito de França (31 de Janeiro de 1994)
- Grã-Cruz da Ordem do Mérito da Segurança Social da Coreia do Sul (31 de Janeiro de 1994)
- Grã-Cruz da Antiga e Muito Nobre Ordem Militar da Torre e Espada, do Valor, Lealdade e Mérito de Portugal (1 de Julho de 1994)